# Larvesjön
Larvesjön är en sjö i Jokkmokks kommun i Lappland och ingår i Luleälvens huvudavrinningsområde. Sjön har en area på 0,201 kvadratkilometer och ligger 266 meter över havet. Larvesjön ligger i Görjeån Natura 2000-område. Sjön avvattnas av vattendraget Görjeån.

## Delavrinningsområde
Larvesjön ingår i det delavrinningsområde (737663-169093) som SMHI kallar för Utloppet av Larvesjön. Medelhöjden är 288 meter över havet och ytan är 7,46 kvadratkilometer. Räknas de 3 avrinningsområdena uppströms in blir den ackumulerade arean 80,16 kvadratkilometer. Görjeån som avvattnar avrinningsområdet har biflödesordning 2, vilket innebär att vattnet flödar genom totalt 2 vattendrag innan det når havet efter 163 kilometer. Avrinningsområdet består mestadels av skog (54 procent) och sankmarker (21 procent). Avrinningsområdet har 0,38 kvadratkilometer vattenytor vilket ger det en sjöprocent på 5,1 procent.